# Interkomix
Interkomix – festiwal komiksowy odbywający się w latach 2003 do 2007 w Warszawie w klubie Regeneracja przy ul. Puławskiej 61.
Festiwal stawiał sobie za cel promowanie polskich twórców komiksowych oraz komiks jako formę sztuki, rozrywki i subkultury. Imprezie towarzyszyły wystawy, prelekcje, spotkania z twórcami, targi wydawnicze, pokazy filmowe, turniej ping-pongowy oraz zajęcia plastyczne i konkursy dla dzieci.
Podczas festiwalu odbywała się też aukcja charytatywna oryginalnych plansz komiksowych najlepszych polskich rysowników.
Pomysłodawcą festiwalu był reżyser filmowy i teoretyk komiksowy Mateusz Szlachtycz.

## Nagroda Korak
Podczas Interkomiksu przyznawane były Koraki, specjalne nagrody komiksowe, w następujących kategoriach: Najlepszy Krajowy Rysownik Komiksowy, Najlepszy Krajowy Scenarzysta Komiksowy, Najlepszy Krajowy Album Komiksowy, Najlepsze Krajowe Wydawnictwo Komiksowe, Najlepszy Album Zagraniczny Wydany w Polsce, Korak Honorowy. Nagrody były typowane i następnie wybierane podczas głosowania przez nieformalną grupę Polska Akademia Komiksów. W skład jury wchodzili krytycy, publicyści, teoretycy i twórcy. Rozdawanie nagród odbywało się w sali kinowej Filmoteki Polskiej przy ul. Puławskiej 61.
Nazwa nagrody pochodzi od imienia syna Tarzana, postaci stworzonej przez Edgara Rice Burroughsa. Statuetkę zaprojektował rzeźbiarz i rysownik komiksowy Jerzy Ozga.

## Laureaci

### 2003
Najlepszy krajowy album komiksowy – Mikropolis tom 2: Moherowe sny (Krzysztof Gawronkiewicz/Dennis Wojda)
Najlepszy krajowy rysownik komiksowy – Krzysztof Gawronkiewicz
Najlepszy krajowy scenarzysta komiksowy – Tobiasz Piątkowski
Najlepsze krajowe wydawnictwo komiksowe – Egmont Polska
Najlepszy album zagraniczny wydany w Polsce – Dwie podróże do Tulum (Milo Manara/Federico Fellini)
Skład jury: Wojtek Birek, Bartek Chaciński, Paweł Dunin-Wąsowicz, Szymon Holcman, Alex Kłoś, Mikołaj Korzyński, Jarosław Obważanek, Wojciech Orliński, Grzegorz Sieczkowski, Mateusz Szlachtycz, Jerzy Szyłak, Przemysław Truściński.

### 2004
Najlepszy krajowy album komiksowy – Achtung Zelig! Druga wojna
Najlepszy krajowy rysownik komiksowy – Krzysztof Gawronkiewicz
Najlepszy krajowy scenarzysta komiksowy – Krystian Rosenberg (Rosiński)
Najlepsze krajowe wydawnictwo komiksowe – POST
Najlepszy album zagraniczny wydany w Polsce – Strażnicy (Dave Gibbons/Alan Moore)
Korak honorowy – Bogusław Polch
Skład jury: Alex Kłoś, Bartek Chaciński, Szymon Holcman, Mikołaj Korzyński, Wojciech Orliński, Grzegorz Sieczkowski, Xawery Żuławski, Paweł Dunin-Wąsowicz

### 2005
W tym roku impreza odbyła się w księgarni Łaffka przy ul. Polnej w Warszawie.
Najlepszy krajowy album komiksowy – Esencja
Najlepszy krajowy rysownik komiksowy – Krzysztof Gawronkiewicz
Najlepszy krajowy scenarzysta komiksowy – Grzegorz Janusz
Najlepsze krajowe wydawnictwo komiksowe – Kultura Gniewu
Najlepszy album zagraniczny wydany w Polsce – brak informacji
Korak honorowy – Tadeusz Baranowski
Skład jury: Jerzy Szyłak, Wojtek Birek, Bartosz Kurc, Bartosz Chaciński, Mateusz Szlachtycz

### 2006
Najlepszy krajowy album komiksowy – Doktor Bryan. Archipelag duszy (Jakub Rebelka)
Najlepszy krajowy rysownik komiksowy – Jakub Rebelka
Najlepszy krajowy scenarzysta komiksowy – Maciej Sieńczyk
Najlepsze krajowe wydawnictwo komiksowe – Kultura Gniewu
Najlepszy album zagraniczny wydany w Polsce – brak informacji
Korak honorowy – Papcio Chmiel
Jury: Polska Akademia Komiksów

### 2007
Najlepszy krajowy album komiksowy – Stan (Jacek Frąś)
Najlepszy krajowy rysownik komiksowy – Krzysztof Gawronkiewicz
Najlepszy krajowy scenarzysta komiksowy – Michał „Śledziu” Śledziński
Najlepsze krajowe wydawnictwo komiksowe – Kultura Gniewu
Najlepszy album zagraniczny wydany w Polsce – Blankets (Craig Thompson)
Korak honorowy – Robert Łysak, wydawca słynnego zina Wypierd i organizator pierwszego, historycznego, konwentu komiksowego w Polsce (Kielce). Koraka wręczył sam Papcio Chmiel
Skład jury: Katarzyna Nowakowska, Alex Kłoś, Wojciech Orliński, Mateusz Szlachtycz, Szymon Holcman, Adam Gawęda, Wojtek Birek, Witold Tkaczyk, Adam Rusek, Jakub Żulczyk, Mikołaj Korzyński